# Georges Leekens
Georges Leekens (n. Malinas, 18 de mayo de 1949) es un exfutbolista y actual entrenador de fútbol belga. Actualmente está libre tras desvincularse del Tractor Sazi FC de Irán.

## Trayectoria

### Como futbolista
Debutó como futbolista en 1967 con el Sporting Houthalen tras subir de las filas inferiores del club. En 1969 fichó por un año con el KFC Dessel Sport. Tras un breve paso por el KVV Crossing Elewijt fue traspasado al Club Brujas. Con el equipo llegó a ganar cinco Primera División de Bélgica, una Copa de Bélgica y una Supercopa de Bélgica, esta última en 1980, un año antes de irse al K. Sint-Niklase S.K.E., club en el que se retiró como futbolista en 1984. 

### Como entrenador
Inicios
El mismo año de su retiro, el Cercle Brugge le fichó como entrenador para las tres temporadas siguientes, llegando a ganar la Copa de Bélgica un año después. El mismo título ganó con el RSC Anderlecht tres años después de haberla ganado con el Cercle Brugge. Tras entrenar al KV Cortrique, llegó al Club Brujas para ganar la Primera División de Bélgica y la Supercopa de Bélgica en 1990, y la Copa de Bélgica y de nuevo la Supercopa de Bélgica en 1991. También entrenó al RKV Malinas, Trabzonspor, de nuevo al Cercle Brugge y Royal Charleroi SC antes de fichar por el Royal Excelsior Mouscron, a quien ascendió a la Primera División de Bélgica tras quedar primero en la eliminatoria de la Segunda división belga. 
Seleccionador de Bélgica
En 1997, fue nombrado seleccionador de Bélgica, lo que le costó su cargo en el RE Mouscron. Un año después, dirigió al conjunto nacional en la Copa Mundial de Fútbol de 1998, quedando tercero en el grupo E, y por lo tanto eliminado de poder participar en la siguiente fase.
KSC Lokeren y Roda JC Kerkrade
Posteriormente, entrenó al KSC Lokeren y al Roda JC Kerkrade.
Seleccionador de Argelia
A finales de 2002, fue anunciado como seleccionador de Argelia, a la que clasificó para la Copa Africana de Naciones 2004, pero llegó a un acuerdo con la Federación para rescindir el contrato por motivos familiares.
Mouscron, Gante y Lokeren
Tras su etapa africana, regresó al Royal Excelsior Mouscron. Luego fichó por el KAA Gante y de nuevo ocuparía el banquillo del KSC Lokeren. 
Al-Hilal, selección belga y Brujas
Tras un breve paso por el Al-Hilal (con el que ganó la Copa del Príncipe heredero en 2009), volvió al KV Cortrique, a la selección de fútbol de Bélgica (sin poder llevarla a la Eurocopa 2012) y al Club Brujas, al que entrenó durante apenas 6 meses.
Seleccionador de Túnez
En marzo de 2014, llegó a un acuerdo para dirigir a la selección de fútbol de Túnez. Tras ser eliminado en los cuartos de final de la Copa África, se mantuvo en el puesto, pero terminó dejando el combinado norteafricano en junio de 2015.
KSC Lokeren
En octubre de 2015, inició su tercera etapa al frente del KSC Lokeren, siendo cesado un año después.
Seleccionador de Argelia
Inmediatamente, volvió a ponerse al mando de Argelia, trece años después de su primera experiencia con les Fennecs. El 24 de enero de 2017 dimitió de su cargo, tras ser eliminado en la primera fase de la Copa África.
Seleccionador de Hungría
En octubre de 2017, se convirtió en el nuevo seleccionador de Hungría. Sin embargo, fue despedido tras menos de un año en el cargo como consecuencia de los malos resultados.
Étoile Sportive du Sahel
A mediados de octubre de 2018, firmó por el Étoile Sportive du Sahel de Túnez, pero fue cesado tras solamente un mes y medio en el banquillo, habiendo dirigido al equipo africano en 7 partidos oficiales.

## Clubes

### Como futbolista
| Club                   | País    | Año       | Partidos | Goles |
| ---------------------- | ------- | --------- | -------- | ----- |
| Sporting Houthalen     | Bélgica | 1967-1969 | 28       | 1     |
| KFC Dessel Sport       | Bélgica | 1969-1970 | 30       | 0     |
| KVV Crossing Elewijt   | Bélgica | 1970-1972 | 59       | 2     |
| Club Brujas            | Bélgica | 1972-1981 | 278      | 8     |
| K. Sint-Niklase S.K.E. | Bélgica | 1981-1984 | 66       | 0     |

### Como entrenador
| Club                           | País           | Año       |
| ------------------------------ | -------------- | --------- |
| Cercle Brugge                  | Bélgica        | 1984-1987 |
| RSC Anderlecht                 | Bélgica        | 1987-1988 |
| KV Cortrique                   | Bélgica        | 1988-1989 |
| Club Brujas                    | Bélgica        | 1989-1991 |
| RKV Malinas                    | Bélgica        | 1991-1992 |
| Trabzonspor                    | Turquía        | 1992-1993 |
| Cercle Brugge                  | Bélgica        | 1993-1994 |
| Royal Charleroi SC             | Bélgica        | 1994-1995 |
| Royal Excelsior Mouscron       | Bélgica        | 1995-1997 |
| Selección de fútbol de Bélgica | Bélgica        | 1997-1999 |
| KSC Lokeren                    | Bélgica        | 1999-2001 |
| Roda JC Kerkrade               | Países Bajos   | 2001-2002 |
| Selección de fútbol de Argelia | Argelia        | 2003      |
| Royal Excelsior Mouscron       | Bélgica        | 2003-2004 |
| KAA Gante                      | Bélgica        | 2004-2007 |
| KSC Lokeren                    | Bélgica        | 2007-2009 |
| Al-Hilal                       | Arabia Saudita | 2009      |
| KV Cortrique                   | Bélgica        | 2009-2010 |
| Selección de fútbol de Bélgica | Bélgica        | 2010-2012 |
| Club Brujas                    | Bélgica        | 2012      |
| Selección de fútbol de Túnez   | Túnez          | 2014-2015 |
| KSC Lokeren                    | Bélgica        | 2015-2016 |
| Selección de fútbol de Argelia | Argelia        | 2016-2017 |
| Selección de fútbol de Hungría | Hungría        | 2017-2018 |
| Étoile Sportive du Sahel       | Túnez          | 2018      |
| Tractor Sazi FC                | Irán           | 2019      |

## Palmarés

### Como futbolista

#### Campeonatos nacionales
| Título               | Equipo      | País    | Año  |
| -------------------- | ----------- | ------- | ---- |
| Primera División     | Club Brujas | Bélgica | 1973 |
| Primera División     | Club Brujas | Bélgica | 1976 |
| Primera División     | Club Brujas | Bélgica | 1977 |
| Primera División     | Club Brujas | Bélgica | 1978 |
| Primera División     | Club Brujas | Bélgica | 1980 |
| Copa de Bélgica      | Club Brujas | Bélgica | 1977 |
| Supercopa de Bélgica | Club Brujas | Bélgica | 1980 |

### Como entrenador

#### Campeonatos nacionales
| Título                     | Equipo             | País           | Año  |
| -------------------------- | ------------------ | -------------- | ---- |
| Copa de Bélgica            | Cercle Brugge      | Bélgica        | 1985 |
| Copa de Bélgica            | RSC Anderlecht     | Bélgica        | 1988 |
| Primera División           | Club Brujas        | Bélgica        | 1990 |
| Copa de Bélgica            | Club Brujas        | Bélgica        | 1991 |
| Supercopa de Bélgica       | Club Brujas        | Bélgica        | 1990 |
| Supercopa de Bélgica       | Club Brujas        | Bélgica        | 1991 |
| Segunda División           | Excelsior Mouscron | Bélgica        | 1996 |
| Copa del Príncipe heredero | Al-Hilal           | Arabia Saudita | 2009 |